# Eupithecia asema
Eupithecia asema là một loài bướm đêm trong họ Geometridae.